# 三成駅 (広島県)
三成駅（みなりえき）は、かつて広島県尾道市美ノ郷町三成に位置していた、尾道鉄道の駅（廃駅）である。

## 概要
相対式2面2線のホームをもつほか、木造の駅舎も設けていた。また、当駅付近には尾道鉄道の車両基地があった。この車両基地では、単なる整備に留まらず、ほぼ新造と言えるほどの改造まで行っていたという。さらに、かつては当駅構内にある自社火力発電所により架線電力を供給しており、自社供給を止めたのちも、発電所の建物と高い煙突は残っていたという。変電所も当駅に所在した。
鉄道路線廃止後は、駅跡は駐車場（「尾道鉄道 三成駅跡」の看板がある）に、車庫は中国バス尾道営業所の車庫になっている。

## 歴史
- 1925年（大正14年）11月1日：西尾道 - 石畦間の開通に伴い開業[5]。
- 1964年（昭和39年）8月1日：尾道 - 石畦間の廃止に伴い閉鎖。

## 駅周辺
- 美ノ郷郵便局
- 三成幼稚園
- 尾道市立三成小学校
- セブン-イレブン 尾道美ノ郷三成店
- ファミリーマート 尾道美ノ郷店
- 尾道浪漫珈琲 三成店
- ツネイシCバリューズ 尾道三成SS
- 古川龍三商店 美ノ郷SS
- 長瀬石油エクスプレス セルフ尾道SS
- 中国バス・おのみちバス・トモテツバス（尾道工業団地線） 「三成」バス停（国道184号：中国バス尾道営業所前）
- トモテツバス（三成線） 「三成」バス停（尾道浪漫珈琲三成店南側）

## 隣の駅
尾道鉄道
尾道鉄道線
三美園駅 - 三成駅 - 木梨口駅